# Thymus curtus
Thymus curtus — вид рослин родини глухокропивові (Lamiaceae), поширений на далекому сході Росії (Амур, Хабаровськ, Примор'я) і Хейлунцзяні.

## Опис
Стебла розпростерті. Родючі гілочки 5–11 см, з короткими волосками, темно-пурпурові; великі гілки, які несуть до 4 родючих гілочок на родючій половині. Черешки стеблових листків коротші, або майже рівні пластинам. Листові пластини ± довгасто-еліптичні, рідко еліптичні до яйцюватих, поля цілі, нижня 1/3 чи більше війчаста, щільно коротко волохаті, рідко залозисті. Листові пластини стеблових листків яйцюваті до основи стебла, 0.7–1.4 см × 1.5–6 мм.
Суцвіття голівчасте. Квітоніжка 2–3 мм, запушена. Чашечка трубчасто-дзвінчаста, 4.5–5 мм, запушена, темно-пурпурова; верхня губа гола; зубчики ланцетні, війчасті. Віночок рожево-пурпуровий, ≈ 7 мм, трубка струнка. Цвіте VII–VIII.

## Поширення
Поширений на далекому сході Росії (Амур, Хабаровськ, Примор'я) і Хейлунцзяні.
Населяє гравійні схили.